# Trimerotropis occulens
Trimerotropis occulens is een rechtvleugelig insect uit de familie veldsprinkhanen (Acrididae). De wetenschappelijke naam van deze soort is voor het eerst geldig gepubliceerd in 1984 door Otte.
1. ↑  (en) Trimerotropis occulens op de IUCN Red List of Threatened Species.